# 1726
1726 (MDCCXXVI) byl rok, který dle gregoriánského kalendáře započal úterým.

## Události
- císařským reskriptem vydán numerus clausus sňatků mezi židy, tzv. Familiantský zákon
- realizováno poštovní spojení z Prahy do Karlových Varů
- založeno Montevideo, hlavní město Uruguaye
- počátek nejstarší dosud provozované holandské loterie Staatsloterij

### Probíhající události
- 1718–1730 – Tulipánová éra

## Vědy a umění
- 28. října – Anglický spisovatel Jonathan Swift vydal knihu Gulliverovy cesty.

## Narození

### Česko
- 14. března – Josef Antonín Štěpán, hudební skladatel († 12. dubna 1797)
- 13. května – Anton Bernard Gürtler, katolický biskup († 28. května 1791)
- 23. července – František Oldřich Kinský, šlechtic a polní maršál († 18. prosince 1792)
- 4. prosince – František Ondřej Hirnle, sochař a štukatér († 25. května 1773)
- neznámé datum
  - Josef Hager, malíř († 12. října 1781)
  - Šmu'el Šmelke Horovic, haličský a moravský rabín († 1778)

### Svět
- 26. února – Luigi Valadier, italský zlatník a klenotník († 15. září 1785)
- 14. března – Esma Sultan, osmanská princezna a dcera sultána Ahmeda III. († 13. srpna 1788)
- 6. dubna – Gerard Majella, italský řeholník a světec († 16. října 1755)
- 11. června – Marie Tereza Bourbonská, španělská infantka a francouzská dauphine († 22. července 1746)
- 14. června – James Hutton, skotský geolog († 26. března 1797)
- 10. července – Alexandr Filipovič Kokorinov, ruský architekt († 21. března 1772)
- 26. srpna – pokřtěn Karel Kohout, rakouský loutnista, houslista, hudební skladatel a státní úředník českého původu († 6. srpna 1784)
- 7. září – François-André Danican Philidor, francouzský šachista, hudebník a skladatel († 31. srpna 1795)
- 6. října – Marie Tereza Felicitas d'Este, princezna z Modeny a vévodkyně z Penthièvre († 30. dubna 1754)
- 16. října – Daniel Chodowiecki, německý grafik a malíř († 7. února 1801)
- 19. listopadu – František Josef I. z Lichtenštejna, lichtenštejnský kníže († 18. srpna 1781)
- neznámé datum
  - Zaharije Orfelin, srbský spisovatel a historik († 19. ledna 1785)
  - Lê Quý Đôn, vietnamský filozof a učenec († 1784)

## Úmrtí

### Česko
- 16. února – František Baugut, jezuita, sochař, řezbář a truhlář (* 1668)
- 25. dubna – Benedikt Littwerig, opat kláštera v Oseku (* 1655)
- 3. srpna – Bernart Vilém z Říčan, kanovník katedrální kapituly u sv. Štěpána v Litoměřicích (* kolem 1678)
- neznámé datum – Martin Honorius Czechura, teolog a filozof (* 3. listopadu 1668)

### Svět
- 2. ledna – Domenico Zipoli, italský hudební skladatel a jezuitský misionář (* 17. října 1688)
- 24. ledna – Gabriel Serdaheli, slovenský teolog, jezuita (* 20. září 1660)
- 26. února – Maxmilián II. Emanuel, vévoda a kurfiřt bavorský (* 11. července 1662)
- 5. března – Evelyn Pierrepont, 1. vévoda z Kingstonu, britský politik a šlechtic (* 1665)
- 18. června – Michel Richard Delalande, francouzský barokní skladatel (* 15. prosince 1657)
- 1. července – Šarlota z Hanau-Lichtenbergu, německá šlechtična (* 2. května 1700)
- 8. července – Antonio Maria Bononcini, italský violoncellista a hudební skladatel (* 18. června 1677)
- 17. července – William Cadogan, 1. hrabě Cadogan, britský vojevůdce a šlechtic (* 1672)
- 8. srpna – Augusta Bádenská, bádenská princezna a orleánská vévodkyně (* 10. listopadu 1704)
- 12. srpna – Antonio Palomino, španělský malíř a kunsthistorik (* 1655)
- 13. listopadu – Žofie Dorotea z Celle, zapuzená manželka britského krále Jiřího I. (* 15. září 1666)
- neznámé datum – Husajn Šáh, perský šáh (* 1668)

## Hlavy států
- Dánsko-Norsko – Frederik IV. (1699–1730)
- Francie – Ludvík XV. (1715–1774)
- Habsburská monarchie – Karel VI. (1711–1740)
- Osmanská říše – Ahmed III. (1703–1730)
- Polsko – August II. (1709–1733)
- Portugalsko – Jan V. (1706–1750)
- Prusko – Fridrich Vilém I. (1713–1740)
- Rusko – Kateřina I. (1725–1727)
- Španělsko – Filip V. (1724–1746)
- Švédsko – Frederik I. (1720–1751)
- Velká Británie – Jiří I. (1714–1727)
- Papež – Benedikt XIII. (1724–1730)
- Japonsko – Nakamikado (1709–1735)
- Perská říše – Tahmásp II. (1722–1732)